# Pentatlo moderno nos Jogos Olímpicos de Verão de 1948
O pentatlo moderno nos Jogos Olímpicos de Verão de 1948 foi disputado na cidade de Londres, Inglaterra.

## Masculino

### Individual
| Pos. | País                 | Atletas      | Pontos |
| ---- | -------------------- | ------------ | ------ |
|      | Suécia (SWE)         | William Grut | 16     |
|      | Estados Unidos (USA) | George Moore | 47     |
|      | Suécia (SWE)         | Gösta Gärdin | 49     |